# Saison 1902-1903 du FC Barcelone
La saison 1902-1903 du FC Barcelone est la quatrième de l'histoire du club.

## Faits marquants

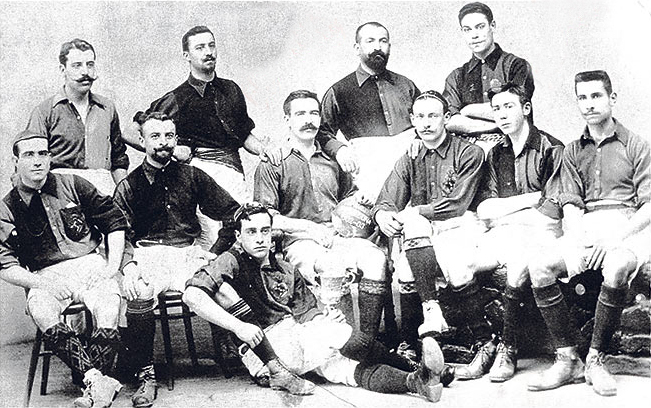
Le Barça en 1903, vainqueur de la Copa Barcelona. Debout : Llobet, Terradas, Reig et Vidal. Assis : Lluís d'Ossó, Udo Steinberg, Meyer, Witty, Gamper, Harris et Lassaleta.

Le 5 septembre 1902, Paul Haas remplace Bartomeu Terradas à la présidence du club.
Le FC Barcelone décide de se retirer de la Copa Macaya. Le club rompt les relations avec la fédération de gymnastique et crée une nouvelle compétition : la Coupe Barcelone, que le club parvient à remporter.
La Coupe Barcelone est l'ancêtre du championnat de Catalogne. Barcelone l'emporte difficilement face à l'Espanyol (deux matchs nuls). Le trophée est payé par les socios barcelonais (environ 250), deux pesetas et 40 centimes par tête.
Hans Gamper marque 9 buts lors d'un match contre le Club X (victoire 13 à 0) à la Coupe Barcelone. Gamper a réussi à marquer 9 buts dans un seul match à trois reprises au cours de sa carrière avec Barcelone. C'est le seul joueur du Barça qui a réussi à marquer 9 buts en match officiel, bien que Josep Escolà a également marqué 9 buts au cours d'un match amical en 1935 face à la Real Unión.